# Tiegem
Tiegem est une section de la commune belge d'Anzegem, en province de Flandre-Occidentale. C'était une commune à part entière avant la fusion des communes de 1977.

## Géographie
Tiegem est limitrophe des localités suivantes : Anzegem (section de commune), Kaster, Kerkhove, Waarmaarde, Otegem et Ingooigem.
Une colline en partie boisée, le Tiegemberg (79m d'altitude), est escaladée au cours du Grand Prix E3. Au sommet de la colline se trouve le Bergmolen, un moulin à vent datant de 1880.

## Démographie

### Évolution démographique
- Sources : INS, Rem. : 1831 jusqu'en 1970 = recensements, 1976 = nombre d'habitants au 31 décembre[3].

## Monuments

### Église
L'église Saint-Arnoult (Sint-Arnolduskerk) remonte en partie aux XIIe, XIIIe et XVIe siècles et a été agrandie entre 1893 et 1895. Elle recèle une relique de saint Arnoult de Soissons qui est né à Tiegem vers 1040.

## Notes

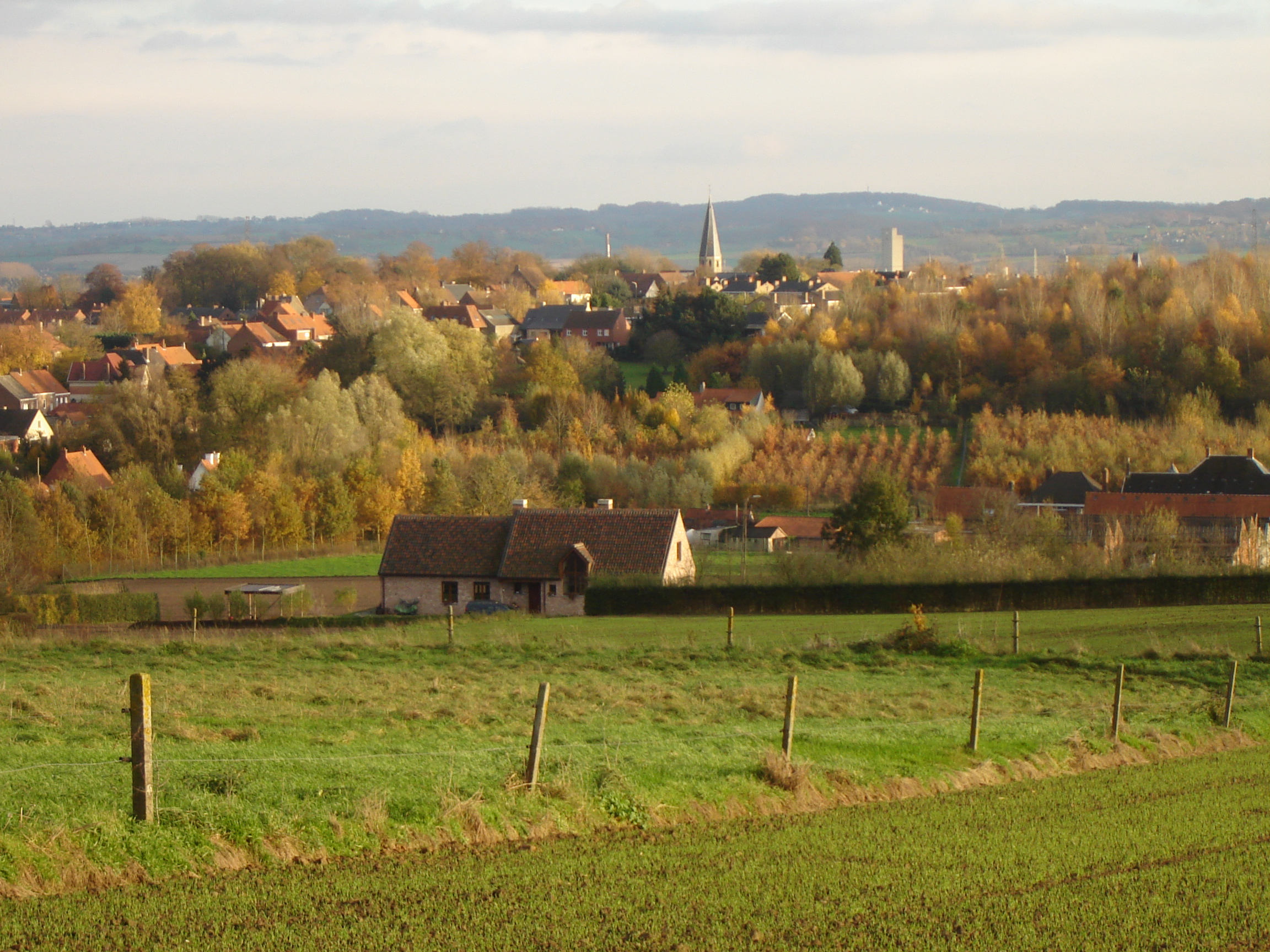
Tiegem et ses environs.